# کلمبیایی‌ها
کلمبیایی‌ها (انگلیسی: Colombians) شامل افرادی که شهروند کلمبیا یا اصالت این کشور را دارا هستند ولی در خارج از این کشور زندگی می‌کنند. کلمبیا یک جامعه چند قومیتی است و دارای مردم مختلف با قومیت‌های مختلف قومی، مذهبی و ملی است. در نتیجه، اکثر کلمبیایی‌ها ملیت خود را با قومیت خود برابر نمی‌کنند، معمولاً هر دو را همزمان در آغوش می‌گیرند و از آنها حمایت می‌کنند. بیشتر جمعیت کلمبیا را مهاجران جهان قدیم و فرزندان آنها تشکیل می‌دهند. به دنبال دوره ابتدایی فتح و مهاجرت اسپانیا، امواج مختلف مهاجرت و اسکان اقوام غیر بومی در طی نزدیک به شش قرن اتفاق افتاد و امروز نیز ادامه دارد. عناصر بومی آمریکایی و آداب و رسوم، زبان‌ها و مذاهب مهاجر اخیر، با هم ترکیب شده‌اند تا فرهنگ کلمبیا و در نتیجه هویت مدرن کلمبیا را شکل دهند.

## اقوام
هندی‌ها
هندی‌ها در کلمبیا شامل افراد هندی که شهروند کلمبیا هستند و افراد با شهروندی کلمبیا که اصالت هندی دارند، می‌شوند. دینشان هندوئیسم · اسلام · آیین سیک · کلیسای کاتولیک است و حدود ۵٬۰۰۰ نفر جمعیت دارند و در شهرهای بوگوتا، بارانکیلا، کارتاخنا، کلمبیا، و کالی (شهر) بیشترین جمعیت را دارند.